# Công Tôn Cung
Công Tôn Cung (chữ Hán: 公孫恭) là quân phiệt cát cứ ở Liêu Đông thời Tam Quốc trong lịch sử Trung Quốc.

## Sự nghiệp
Công Tôn Cung là con thứ của Công Tôn Độ – người đặt nền móng cát cứ của họ Công Tôn ở Liêu Đông.
Năm 204, Công Tôn Độ mất, anh Công Tôn Cung là Công Tôn Khang lên nối chức Châu mục Bình châu, Liêu Đông hầu. Công Tôn Cung được anh trao cho tước Vĩnh Ninh hương hầu mà Tào Tháo phong cho Công Tôn Độ trước đây.
Công Tôn Khang qua đời, hai người con là Công Tôn Hoảng và Công Tôn Uyên còn nhỏ nên Công Tôn Cung được thủ hạ lập làm Thái thú Liêu Đông. Tuy về danh nghĩa, họ Công Tôn thần phục nhà Ngụy nhưng trên thực tế vẫn cát cứ Liêu Đông.
Ngụy Văn Đế Tào Phi sai sứ đến Liêu Đông phong Công Tôn Cung làm Xa kỵ tướng quân, tước Bình Quách hầu. Ông cho cháu là Công Tôn Hoảng vào kinh đô Lạc Dương làm con tin.
Công Tôn Cung bị đánh giá là người có ít tài năng cai trị. Năm 228 đời Ngụy Minh Đế Tào Duệ, Công Tôn Cung bị cháu là Công Tôn Uyên (em Hoảng) cướp ngôi chủ Liêu Đông. 
Công Tôn Cung bị bắt giam trong tù. Năm 237, Công Tôn Uyên xưng vương chống Ngụy, Tào Tuấn bèn giết con tin Công Tôn Hoảng. Năm 238, Uyên bị tướng Ngụy là Tư Mã Ý đánh bại giết chết. Tư Mã Ý dẹp xong lực lượng của Uyên, thả Công Tôn Cung ra khỏi tù
Sau không rõ ông mất năm nào và kết cục của ông ra sao.